# Куфея
Куфе́я (Cuphea) — рід рослин родини плакунові, що включає близько 260 видів вічнозелених однорічних і багаторічних трав і галузистих чагарників.

## Етимологія
Назва роду походить від грецького kyphos — «вигин», тому що квітка рослини зігнута біля основи чашечки.

## Поширення
Представники роду зустрічаються у теплих помірних, субтропічних і тропічних областях Америки.

## Опис

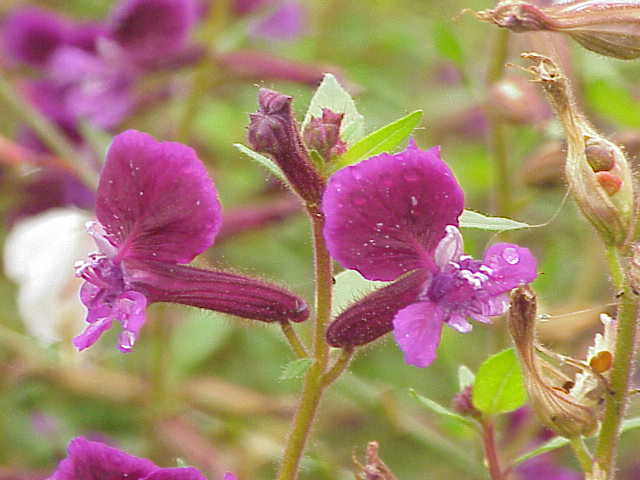
Cuphea hyssopifolia

Куфея скромна — рослина з дрібним овальним листям і розсипом невеликих квіток. Зате яка екзотична! Її трубчасті квітки нагадують тліючу сигарету, затягнену попелом. Такі «сигаретки» чудово виглядають в композиції з іншими рослинами.
Різні види куфей сягають від 20 см до 4 м заввишки.
Під час цвітіння рослини усипані безліччю червоно-фіолетових квіток. Воно триває довго — з кінця весни до пізньої осені.
Куфеї вирощують в оранжереях і зимових садах, зростають вони і в кімнатних умовах. У нашій кліматичній зоні куфею можна вирощувати на клумбах як однорічник.

### Особливості розмноження куфеї
Куфея легко розмножується живцями і насінням. Для розмноження обирають зелені верхівки пагонів довжиною 5-12 см. Нижні листки черешка обережно видаляють, щоб вони не загнили. Отриманий живець можна помістити в ємність з водою (слідкуйте за тим, щоб нижній зріз живця не торкався дна) або вкорінити у піску. У воді коріння з'являється через 7-15 днів. За сприятливих умов корінці можуть з'явитися вже на третій день. Коли вони досягають 2-3 см, живці висаджують в земляну суміш для розсади. Також легко і без проблем живці укорінюються в піску.

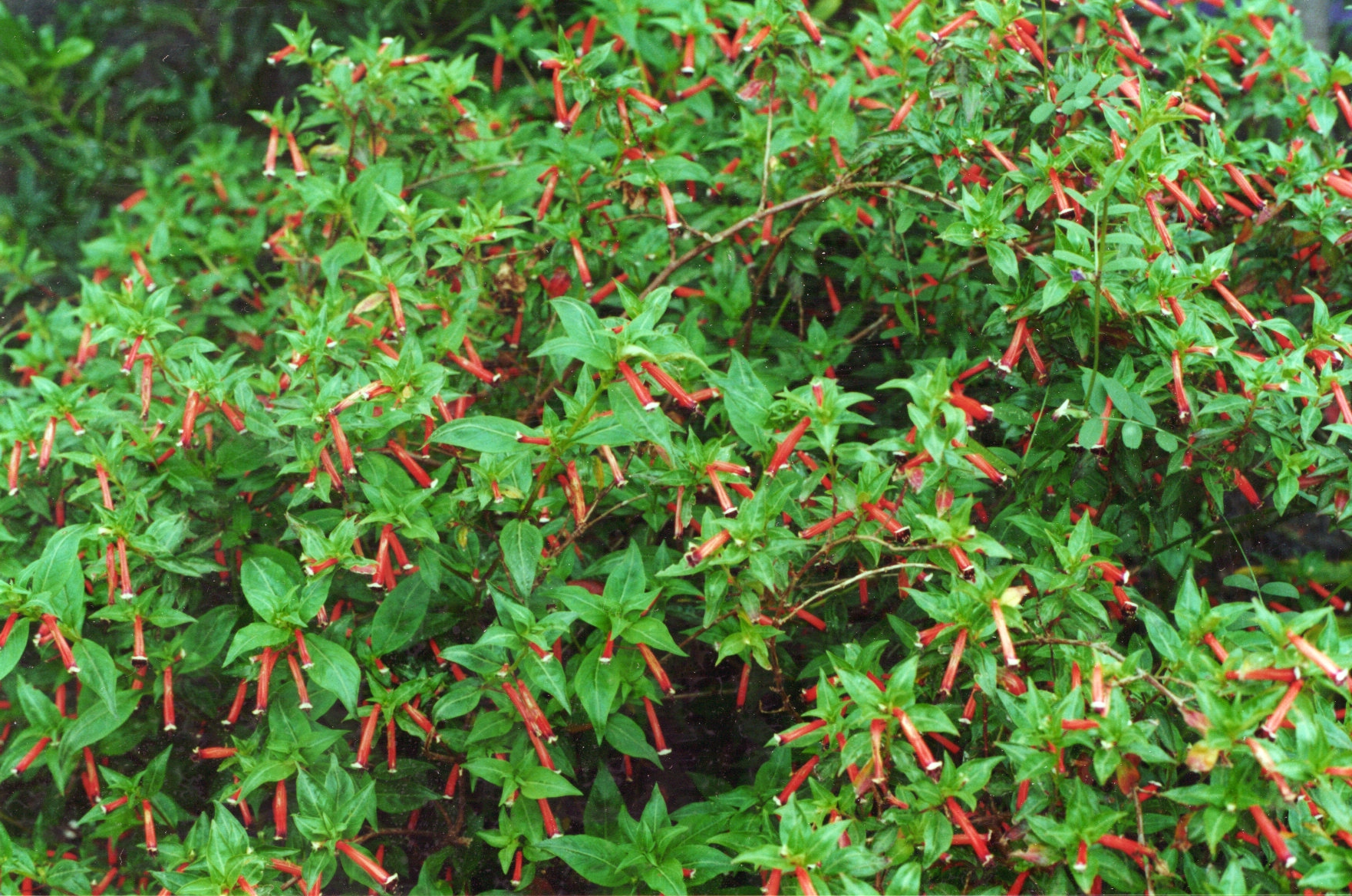
Кущ вогняно-червоної куфеї, що розрісся

Якщо у вас не вистачає часу на пересадку і складання земельної суміші або ви побоюєтеся через недосвідченість зробити що-небудь не так, то укорініть черенки куфеї за допомогою торф'яних таблеток. Для цього торф'яну таблетку помістіть на пару хвилин у теплу воду, а коли вона набубнявіє, зробіть у ній невелику ямку і посадіть туди живець. Після цього найголовніше — вчасно поливати, щоб таблетка не висохла. Визначити, чи потрібно поливати рослину в торф'яній таблетці, дуже просто. Якщо таблетка темно-коричнева, то вона ще досить мокра, якщо ж колір став світло-коричневим, то рослина пора полити. Не бійтеся залити рослину в торф'яній таблетці — зайву воду таблетка просто не вбере.
Розмножувати куфею черенками найкраще навесні або влітку. Обрізка пагонів у зимовий період спокою несприятливо позначиться на рослині і може призвести до його хвороби. До того ж черешки будуть погано вкорінюватися.
Розмножувати куфею насінням просто — вони швидко сходять. Останнім часом насіння куфеї з'явилися у продажу. Насіння можна отримати і самим: вони досить легко дозрівають в наших умовах. Але зібрати їх складно, тому що при дозріванні плід тріскається, і насіння розлітаються. Не варто забувати, що рослини, вирощені з насіння, зібраного з гібридів, в більшості випадків не повторюють всіх ознак материнської рослини.
Насіння — вигнуті диски зеленкувато-бурого кольору до 3 мм в діаметрі, легкі (в 1 г міститься до 300 насінин). Висівають насіння куфеї в березні-квітні. При посадці у відкритий ґрунт посів роблять у травні, коли вже немає приморозків. Сіяти насіння необхідно на деякій відстані один від одного: при проростанні воно виділяє клейку речовину і може злипнутися. Насіння куфеї проростають на світлі, тому при посіві їх не закладають в землю, а тільки трохи вдавлюють. Для проростання насіння температура 20-22 ° С найбільш сприятлива. Сходи з'являються на 5-7-й день. Особливого догляду вони не вимагають, єдина вимога — добре освітлення, інакше сіянці витягуються. Від моменту посіву насіння до початку цвітіння куфеї проходить близько трьох місяців.
Ще одним способом розмноження куфеї може бути відділення частини куща разом з корінням при пересадці.

## Догляд за рослиною

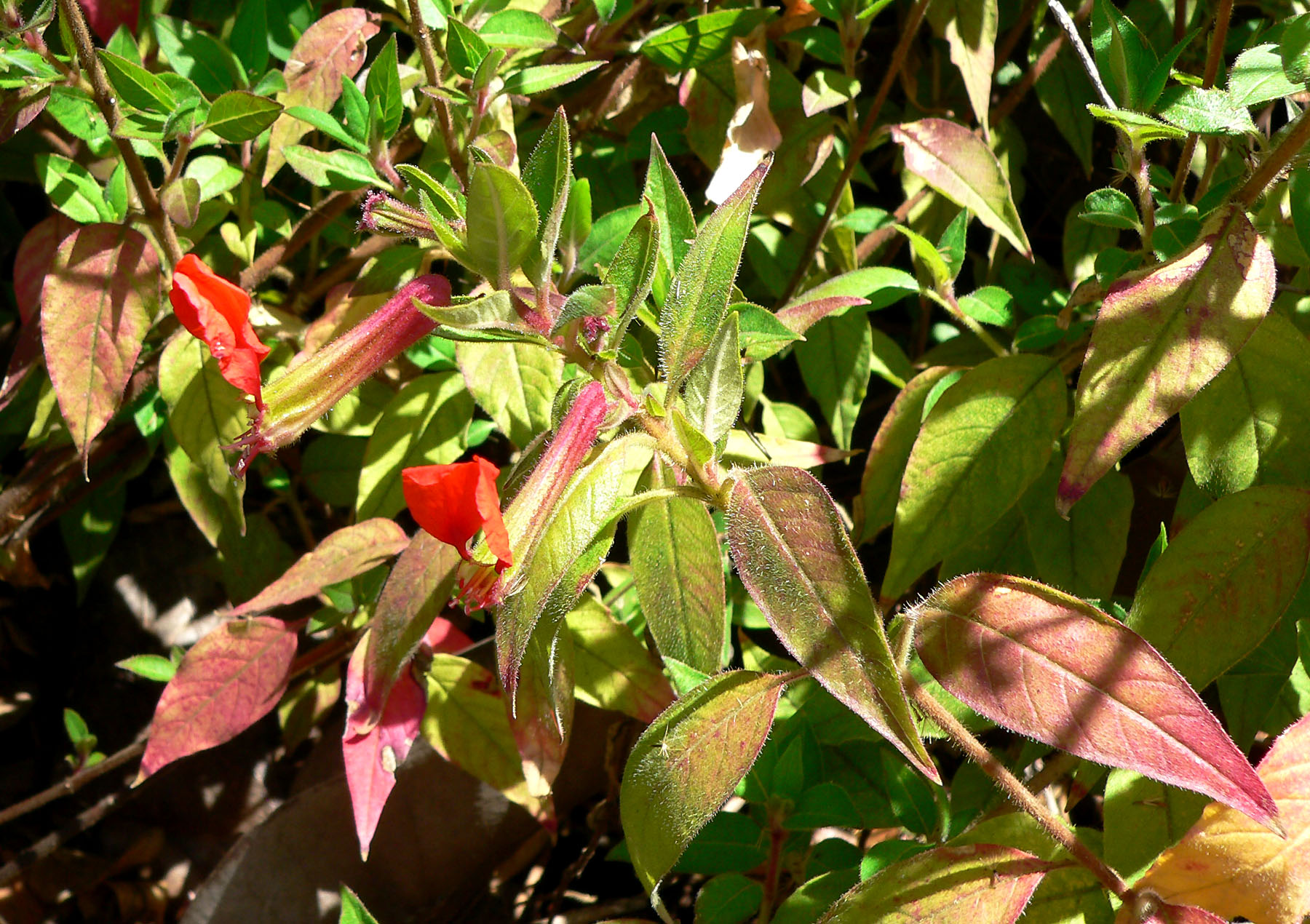
Cuphea nudicostata

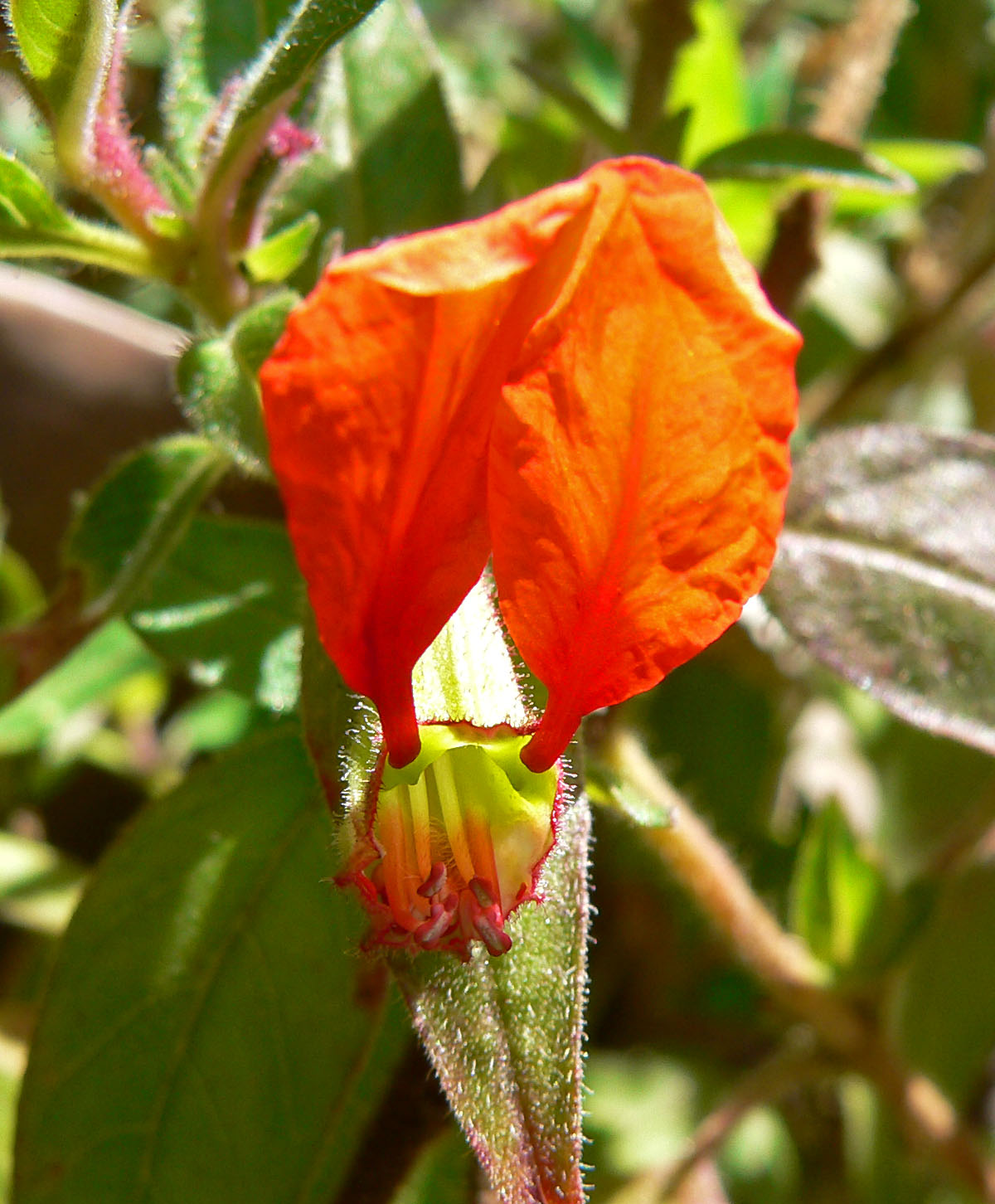
Cuphea nudicostata

### Температура
Літом куфеї підійдуть температурні умови нашого клімату. Взимку ж рослина потребує прохолодного місця перебування. Відповідною температурою зимового періоду спокою для куфєї є 15-18°С. Але рослина може спокійно переносити і більше низьку температуру, аж до 8°С.

### Освітлення
Куфея віддає перевагу світлому місцю, окремі види добре реагують на невелику кількість прямих сонячних променів. Ідеальним місцем для неї буде східне підвіконня, підійде і західне. Влітку рослина найкраще себе відчуває на свіжому повітрі (це може бути балкон або лоджія), але при цьому вона має бути захищена від прямих сонячних променів. Недолік освітлення може привести до мізерного цвітіння або до його відсутності.

### Полив
Необхідний регулярний рясний полив (не рідше ніж двічі на тиждень, ґрунт має добре просякнути), хоча рослина може добре переносить короткочасне пересихання земляної грудки. Бажано, щоб між поливаннями верхній шар ґрунту підсихав. Не варто забувати, що в горщику з рослиною має бути достатній дренаж, щоб уникнути застою води. Взимку, в період спокою, полив потрібно зменшити.
До вологості повітря куфеї невимогливі, тому немає необхідності створювати якісь особливі умови і постійно обприскувати рослини. Але, як і більшості зелених вихованців, куфеї час від часу не перешкодить легкий душ.

### Пересадка
Молоді рослини пересаджують щороку навесні, дорослі — раз в 2-3 роки. Ґрунт для куфеї має бути легким і родючим. Підійде будь-який універсальний ґрунт, що продається в магазині. Можна і самому скласти земельну суміш, узявши в рівних частинах дернову і листову землю, перегній, торф, пісок.

### Обрізання
Оскільки рослина дуже швидко зростає і за один сезон досягає свого максимального розміру, її необхідно щовесни обрізати. Інакше куфея надто виростає і втрачає свою привабливість. Крім того, впродовж весняно-літнього сезону за допомогою прищипування і обрізання рослині можна надати потрібну форму. Часто, якщо куфеї неможливо забезпечити необхідні умови взимку, її просто оновлюють з живців. Рослина швидко зростає і квітне тоді ж, коли цвів би і старий кущ.

### Підживлення
Навесні і літом рекомендується двічі в місяць підгодовувати куфею рідким добривом для кімнатних рослин.

## Використання
Серед 260 видів куфей зустрічаються і однорічні, що сягають метрової висоти, і багаторічні низькорослі чагарники. Куфеї ланцетолиста, сланка, Лавея, С. hyssopifolia, вогняно-червона і мікролепеста поширені як декоративні рослини, зокрема у кімнатній культурі вирощують останні три види.
Багато інших видів культивуються, як декоративні і медоносні рослини, а також для приваблення в садки колібрі.
Деякі тропічні види куфей культивуються в США та Середземномор'ї заради жирного насіння, в якому міститься олія, схожа на кокосову і пальмову. Олія куфеї відрізняється високим вмістом жирних кислот, які використовуються при виробництві мила та миючих засобів. Наприклад, Cuphea painteri і Cuphea koehneana містять каприлову кислоту (73 % та 95 % відповідно), Cuphea carthagenensis — лауринову кислоту (81 %). Крім того, олію куфеї додають при виробництві цукерок і жувальної гумки, що покращує смакові якості та знижує кількість насичених жирів.
В 80-х роках минулого століття в США була розпочата активна селекційна робота з куфеями, і зараз вже виведені безліч цікавих гібридів: одні цінуються за красу квітки, інші — за промислові характеристики.

## Синоніми
- Cuphaea Moench, orth. var.
- Melanium P.Browne
- Melvilla A.Anderson
- Parsonsia P.Browne1

## Деякі види і сорти

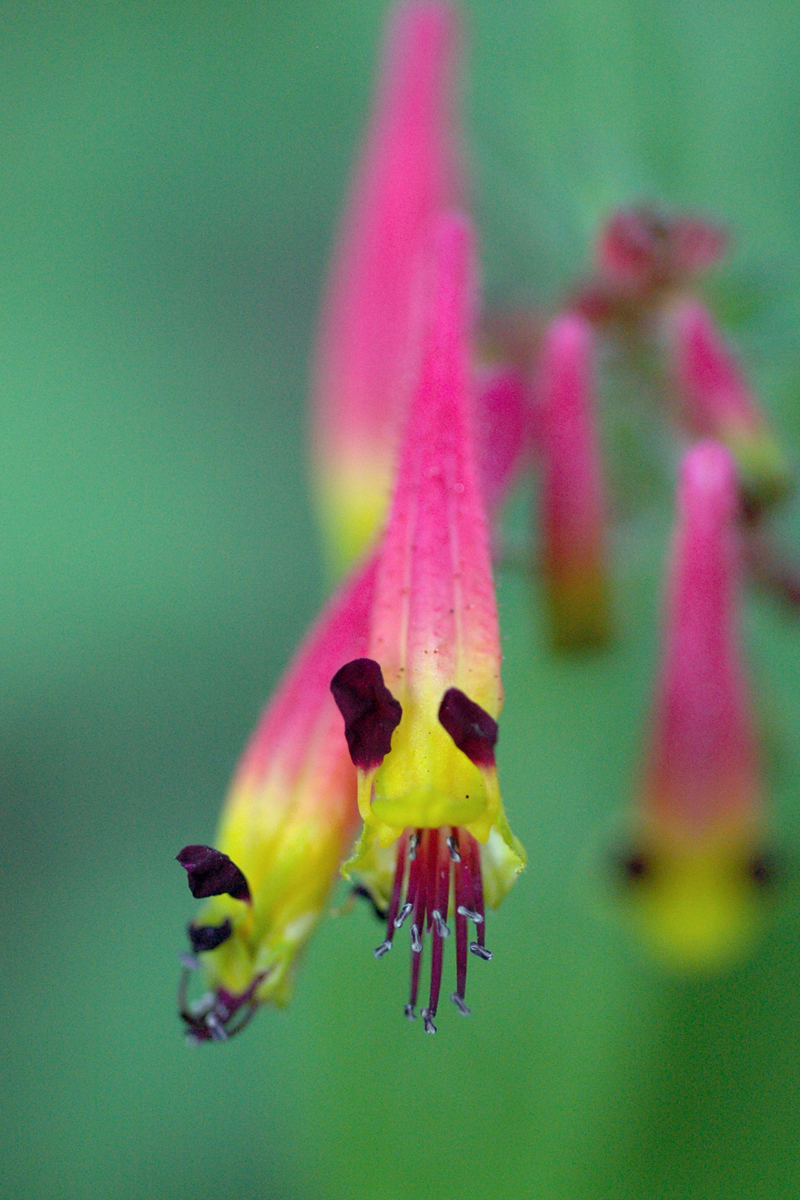
Квітка куфеї мікролепестої

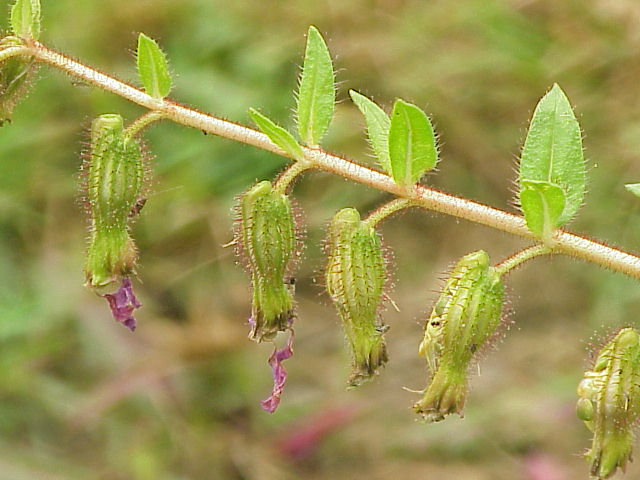
Плід куфеї сланкої

- Cuphea carthagenensis (Jacq.) J.F.Macbr.
- Cuphea cyanea DC. — куфея мікролепеста
- Cuphea decandra W.T.Aiton
- Cuphea epilobiifolia
- Cuphea hookeriana
- Cuphea hyssopifolia
- Cuphea ignea — куфея вогняно-червона
- Cuphea ingrata
- Cuphea jorullensis
- Cuphea koehneana
- Cuphea laminuligera
- Cuphea lanceolata — куфея ланцетолиста
- Cuphea linarioides
- Cuphea llavea — куфея Лавея
- Cuphea lutea

- Cuphea lutescens
- Cuphea melvilla
- Cuphea mesostemon
- Cuphea micropetala — куфея мікролепеста
- Cuphea nudicostata
- Cuphea painteri
- Cuphea procumbens — куфея сланка
- Cuphea salvadorensis
- Cuphea speciosa Mart.
- Cuphea stigulosa
- Cuphea viscosissima
- Cuphea wrightii

## Шкідники й хвороби
Куфея рідко вражається шкідниками і хворобами. Основними причинами ураження є несприятливі умови. У дуже сухому повітрі на куфеї може завестися павутинний кліщ. А в сирому, затіненому місці, де немає руху повітря, куфею може вразити борошниста роса. Від кліща можна позбутися, обробивши рослину гарячим мильним розчином (20 г зеленого калійного мила на 1 л води) або відповідним інсектицидом. При ураженні борошнистою росою простим народним засобом є кальцинована сода (2 г на 1 л води). Якщо ж це не принесло результатів, слід вдатися до неодноразової обробки фунгіцидами.
У разі таких несприятливих умов, як різкий перепад температур, мороз, тривалий вплив прямих сонячних променів або тривале пересушування земляної грудки, С. hyssopifolia може повністю скинути листя. У першу чергу необхідно усунути негативні чинники, потім обрізати сухі гілки і, можливо, пересадити рослину. При правильному догляді вона може ожити, і через 2-3 тижні з'являться молоденькі листочки.